# 장세준
장세준(張世俊, 1957년 10월 9일 ~ 1997년 8월 6일)은 대한민국의 남성 성우이다. 본래 동양방송 소속의 탤런트였으나 이후 1982년 KBS 공채 17기 성우로 입사했다. 배우자는 같은 KBS 15기의 성우 정경애이다. 1997년 대한항공 801편 추락 사고로 가족과 함께 향년 39세로 사망했다.

## 학력
- 휘문중학교(졸업)
- 휘문고등학교(졸업)
- 동국대학교 연극영화과(졸업)

## 가족
- 아내 성우 정경애(1957년 ~ 1997년, 1986년 결혼)
- 장남 장성민(1987년 ~ 1997년)
- 차남 장재민(1994년 ~ 1997년)

## 출연 작품

### TV 애니메이션
- 공자전 (KBS) - 자공
- 근육맨 (VIDEO) - 워즈맨(※초반부), 닉스맨, 오픈 형사, 아나운서(2화)
- 내일은 월드컵 (SBS) - 박한얼
- 닌자 거북이 (VIDEO) - 레오나르도
- 달려라 부메랑 (SBS) - 유일한(스메라기 카이단지)
- 독수리 5형제 (KBS) - 독수리 켄(건)
- 드래곤 볼 Z 100억 파워 전사들 (VIDEO) - 메탈 쿠우라
- 들장미 소녀 제니 (KBS) - 로엘, 아벨
- 레이디 죠지 (VIDEO) - 아벨, 로엘
- 롤러왕 파워킹 (SBS) - 유키린(변신후 한정 ※초반부)
- 베르사이유의 장미 (VIDEO) - 앙드레 그랑디에
- 사이버탐험대 쟈니퀘스트 (KBS)
- 세인트 세이야 (VIDEO) - 시그너스 효가(시그너스 페리)
- 슬램 덩크 (VIDEO) - 서태웅(루카와 카에데), 권준호(코구레 키미노부)해설
- 아루스란 전기 (VIDEO) - 다륜
- 은하영웅전설 (VIDEO) - 알렉산드르 뷔코크, 라인하르트 폰 로엔그람
- 태양의 용자 파이버드 (VIDEO) - 불새(카토리 유타로)
- 천하무적 오보트 (SBS) - 시몬스
- 헝그리 베스트 5 (KBS) - 김영웅

### 극장판 애니메이션
- 라이온 킹 (VIDEO) - 심바
- 미녀와 야수 (VIDEO) - 야수
- 붉은매 (VIDEO) - 붉은 매(정천), 해설
- 윈다리아 (VIDEO) - 지르(롤란드) 왕자
- 지구특공대 가글파이브 - 가글 블루(이정현)
- 토이 스토리 (VIDEO) - 우디
- 푸른 골짜기 (VIDEO) - 잭

### 특수 촬영 드라마
- 무적 파워레인저 (KBS) - 잭(블랙)
- 지구방위대 후뢰시맨 (VIDEO) - 블루 후뢰시(붕)
- 울트라맨 그레이트

### 외화

#### 전담배우
- 성룡
- 미라클 (KBS) - 곽진화
- 사형도수 (SBS) - 간복
- 오복성 (KBS) - 악바리
- 용적심 (SBS) - 아달
- 용형호제 (KBS) - 재키
- 용형호제 2 (KBS) - 재키
- 취권 (SBS) - 황비홍
- 폴리스 스토리 (SBS) - 진가구
- 폴리스 스토리 2 (SBS) - 진가구
- 폴리스 스토리 3 (SBS) - 진가구
- 프로젝트 A (KBS) - 마여룡
- 프로젝트 A 2 (KBS) - 마여룡
- 복성고조 (KBS) - 악바리
- 하일복성 (KBS) - 악바리

#### 드라마
- 다이너스티 (KBS) - 스티브
- 로이스와 클락의 슈퍼맨 (SBS) - 클락 켄트 / 슈퍼맨
- 불멸의 사나이 (KBS)
- 용감한 형제 (KBS)
- 영 인디아나존스 (KBS) - 인디아나 존스 (숀 패트릭 플래너리)
- 코스비 가족 만세 (KBS) - 테오 (맬컴 제이멀 와너)

#### 영화
- 가위손 (KBS) - 에드워드 (조니 뎁)
- 레이더스 (KBS) - 디트리히 (볼프 칼러)
- 백 투 더 퓨처 (KBS) - 마티 (마이클 J. 폭스)
- 18어게인 (SBS) - 데이빗
- 길버트 그레이프 (KBS) - 길버트 그레이프 (조니 뎁)
- 뱀파이어와의 인터뷰 (KBS) - 루이스 (브래드 피트)
- 시네마 천국 (KBS) - 청년 토토(마르코 레오나르디)
- 아름다운 시절 (KBS) - 페르난도 (호르헤 산스)
- 영 건2(KBS) - 빌리 더 키드 (에밀리오 에스테베즈)
- 전쟁의 사상자들
- 포이즌 아이비 (SBS) - 데니스 (마이클 J. 폭스)
- 폭풍의 질주 (KBS) - 콜 (톰 크루즈)
- 프린세스 브라이드 - 웨슬리 (캐리 엘위스)
- 프리잭(KBS) - 알렉스 (에밀리오 에스테베즈)
- 할리우드 박사 (KBS) - 스톤 (마이클 J. 폭스)
- 잠복근무
- 코 끝에 걸린 사나이(SBS) - 닉 랭 (마이클 J. 폭스)
- 천녀유혼 (SBS)
- 잃어버린 영혼
- 흐르는 강물처럼(KBS) - 폴 맥클레인 (브래드 피트)
- 푸른 산호초(KBS) - 리처드 (크리스토퍼 앳킨스)
- 일급비밀
- 드라큘라(KBS) - 조나단 (키아누 리브스)
- 툼 스톤(KBS) - 닥 할러데이 (발 킬머)
- 자이언트(KBS) - 제트 (제임스 딘)
- 이유없는 반항(KBS) - 짐 (제임스 딘)
- 에덴의 동쪽(KBS) - 칼 (제임스 딘)
- 동굴속의 비밀(SBS) - 자크
- 스키아카데미(SBS) - 제리 (로저 로스)
- 까미유 클로델(SBS) - 폴
- 사랑의 스타디움(SBS)
- 세인트 엘모의 열정(SBS) - 알렉 (저드 넬슨)
- 못말리는 로빈 후드(KBS) - 로빈 후드 (캐리 엘위스)
- 아라비아의 로렌스 그 후의 이야기(MBC) - 로렌스 (레이프 파인스)
- 골치 아픈 여자(KBS) - 켄 케슬러 (저지 레인홀드)
- 플래툰(KBS) - 울프 중위 (마크 모지스)
- 스타게이트(KBS) - 대니얼 (제임스 스페이더)
- 핀지콘티니가의 정원(KBS)
- 왕자와 거지(KBS) - 신하(머레이 멜빈)
- 유혹의 선(KBS) - 랜디 (올리버 플랫)
- 엘비스의 연인(KBS)
- 뉴욕 세 남자와 아기(KBS) - 잭 (테드 댄슨)
- 마지막 황제 (KBS) - 청년 부의 (오도)
- 구두가 발에 맞는다면 (SBS) - 살바토르(롭 로)

### 광고
- 공익광고협의회 (그냥 두세요 - 효도 편)
- BYC (아미에)
- CJ제일제당 (게토레이)
- 삼양식품 (대관령우유, 요거트딸기, 짜짜로니)
- 신영와코루 (비너스 슬림컵브라, 비너스 슈퍼레이시브라, 비너스 메이크업브라, 비너스 힙업거들, 비너스 섹시메이크업브라, 제이제이거들, 비너스 마미브라, 비너스스타킹, 후레쉬쿨슬림)
- 태창 (마이룩)
- 팔도 (점보도시락)
- 크라운제과 (몬트쿠키)
- 오리온 (사랑과 함께,쎄이영,후레쉬베리)
- 해태htb (무설탕 강식혜, 이오니카, 쿨사이다, 축배사이다, 갈아만든 배/사과)
- 동성제약 (몬시크 헤어칼라)(성우:유남희)
- 대일화학 (대일홈테이프)
- 롯데네슬레코리아
- 종근당 (속청)
- 쌍방울 (기비, 실버벨부케)
- 금강제화 (랜드로바)
- 한국지엠 (다마스)
- 롯데푸드 (자이안트)
- 영진약품 (콜민)
- 오뚜기 (참깨라면)
- 아모레퍼시픽 (리도 프로틴 샴푸, 리토 프로틴 샴푸 린스, 아모레 순 베이비 에버그린 (1991년 ~ 1992년 - TV, 1996년 - 라디오), 지지순, 탐스핀 마사지 크림)
- 부광약품 (폴리크렌즈)
- 나드리화장품 (코티, 버태니컬즈, 나드리트읜케익, 재스퍼, 재스퍼그린)
- 해태제과 (치즈인쿠키) (성우:한경애) (버터링쿠키,제니크래커,아모르초콜렛,롤리폴리,투유초콜릿,죠슈아)
- 삼성카드 (삼성위너스카드)
- 삼진제약 (게보콜)
- LG전자 (금성무선전화기, 바이오에어콘)
- 한국P&G (펜틴프로브이)
- 농심 (포테토칩)
- 위니아전자 (건강팬히터 쾌적, 임펙트 세이프)
- 여성백과
- 폰즈
- 벨포르모
- 피어리스화장품 (스킨푸드) (아미드팜 엠버서더)
- 롯데칠성음료 (이브쥬스)
- 유한양행 (삐콤씨)
- 라일 앤 스코트
- 도브
- 롯데제과 (엣센스크래커)
- 롯데푸드 (야채믹스100,무가당야채믹스 100,아세로라맛바)
- 미스미스터
- 제를라모
- LF (죠다시 슈퍼블랙)
- 경남제약 (레모나)
- 코오롱모드 (벨라)
- 애경산업 (뉴럭스, 실크랑, 썬실크나리싱샴푸)
- 피죤 (피죤선물세트, 그린후레쉬향피죤)
- 정식품 (베지밀)
- 매일유업 (치즈피아)
- 동국제약 (복합마데카솔,오라메디)
- 광동제약 (로에, 썬키스트 훼미리주스, 썬키스트 레몬에이드)
- 동화약품 (후시딘)
- LG생활건강 (드봉 뜨레아, 럭키 선물세트, 자연퐁, 한스푼, 더블리치, 조이너 샴푸린스, 수퍼타이, 홈스타, 수퍼그린, 나너샴푸, 살구비누 등)
- 삼풍 브랜우드
- 삼풍 캠브리지 멤버스
- 삼성시계 (카파, 돌체렉스터)
- 한국야쿠르트 (슈퍼100)
- 유니베라
- CJ씨푸드
- 현대백화점 (그레이스백화점)
- 현대약품 (미에로화이바)
- JW중외제약 (SPC)
- 한미약품 (제텐비타)
- 코오롱제약 (비코사이드, 비코그린)
- 스니커즈
- 몰티져스
- 트윅스
- 동서식품 (맥스웰커피, 동서프리마, 맥스웰캔커피)
- LX하우시스 (칼라륨)
- 크라운베이커리
- 일동후디스 (아기밀)
- 삼진제약 (게보콜)
- 동원F&B (동원참치)
- 베니스의 개성상인
- SWC (돌체)
- 삼육식품
- 필립스
- 오리리화장품 (레브)
- 비락 (비락식혜, 비락단팥죽)
- 세진컴퓨터랜드
- 기아자동차 (프라이드, 캐피탈, 세피아)
- 현대자동차 (그레이스, 엑셀벤, 스타렉스 등)
- 쌍용자동차 (무쏘)
- 핀토스 진